# Clarkus propapillatus
Clarkus propapillatus är en rundmaskart som först beskrevs av Clark 1960.  Clarkus propapillatus ingår i släktet Clarkus, ordningen Mononchida, klassen Adenophorea, fylumet rundmaskar och riket djur. Inga underarter finns listade i Catalogue of Life.